# پراسپکت‌هایتس (ایلینوی)
پراسپکت‌هایتس، ایلینوی (به انگلیسی: Prospect Heights, Illinois) یک شهر در ایالات متحده آمریکا با جمعیت ۱۶٬۲۵۶ نفر است که در ایلی‌نوی واقع شده‌است.